# Troszynek
Troszynek [trɔˈʂɨnɛk] là một ngôi làng thuộc khu hành chính của Gmina Wolin, thuộc hạt Kamień, West Pomeranian Voivodeship, ở phía tây bắc Ba Lan. Nó nằm khoảng 7 kilômét (4 mi) phía đông của Wolin, 16 km (10 mi) phía nam Kamień Pomorski và 48 km (30 mi) phía bắc thủ đô khu vực Szczecin.
Làng có dân số 60 người.